# Renato Spurio
Renato Spurio (Roma, 10 giugno 1930 – Roma, 19 maggio 2015) è stato un allenatore di calcio e calciatore italiano.

## Carriera
Cresciuto calcisticamente nelle giovanili della Lazio, a 18 anni debutta con i biancocelesti in Serie A a Trieste l'8 dicembre 1948 nella partita Triestina-Lazio (4-1). In carriera ha totalizzato complessivamente 14 presenze in massima serie, tutte con la Lazio, in quattro campionati (dal 1948 al 1950 e dal 1952 al 1954).
Oltre che per la Lazio ha giocato con l'Anconitana, il Prato e il Monza (in prestito dai biancocelesti), totalizzando con i marchigiani e i brianzoli 49 presenze complessive in Serie B.